# Ohakunea ingegerdae
Ohakunea ingegerdae är en tvåvingeart som beskrevs av Jaschhof och Heikki Hippa 2003. Ohakunea ingegerdae ingår i släktet Ohakunea och familjen slemrörsmyggor. Inga underarter finns listade i Catalogue of Life.